# Tomo Ohira
Tomo Ohira é um ex-jogador de e-sports nascido nos EUA, mas com descendência nipônica, que na década de 1990 ficou conhecido em sua terra natal como o melhor jogador de Street Fighter II do mundo.
Sua fama começou após ele vencer o primeiro torneio de Street Fighter organizado pela Capcom, chamado “Capcom U.S.A’s California Street Fighter II Tournament”, em 1991. De 1991 a 1994, numa época em que o Esporte eletrônico ainda era amador, ele ganhou mais de 100 torneios e ficou em segundo em quatro deles.
Em 1993, ele gravou uma fita VHS chamada "Street Fighter II: Mastering Great Combinations and Strategies", que era vendida juntamente com a revista GamePro, que é dedicada aos games, onde Ohira ensinava macetes do Street Fighter II.
Em 1994, com apenas 17 anos, ele se aposentou dos games, e nunca mais participou de torneio nenhum. Com isso, ele passou muito tempo na obscuridade, até ser redescoberto em 2017, pelo documentário televisivo "8 Bit Legacy: The Curious History of Video Games", que o trouxe novamente aos fóruns de discussão.

## Filmografia
| Ano  | Filme                                                          | Gênero                  | Papel     | Info |
| ---- | -------------------------------------------------------------- | ----------------------- | --------- | --- |
| 1993 | Street Fighter II: Mastering Great Combinations and Strategies | Vídeo Instrucional      | Ele mesmo | - Também conhecido como "The Tomo Tape" - Neste video, Ohira ensina técnicas e truques do Street Fighter II e do Street Fighter II: Special Champion Edition |
| 2017 | 8 Bit Legacy: The Curious History of Video Games               | Documentário Televisivo | Ele mesmo | Episódio 4 da 1ª temporada intitulado "The Search for the First Street Fighter King"                                                                         |